# Stanisław Miłkowski (literat)
Stanisław Miłkowski (ur. między 1837 a 1842 w Sandomierzu, zm. 1907) – polski literat (pisarz i tłumacz); powstaniec styczniowy. Autor powieści współczesnych, wspomnień i licznych przekładów.
Pochowany na cmentarzu Rakowickim w Krakowie w kwaterze Ra.

## Prace literackie

### Powieści
- Opiekun młodzieży
- Zwyciężył

### Wspomnienia
- Adam Mickiewicz: jeden z najznakomitszych poetów polskich: żywot jego i dzieje: na pamiątkę przeniesienia zwłok Adama Mickiewicza do m. Krakowa, do grobu królów na Wawelu w dn. 4 lipca 1890 r.

### Przekłady
- Philipp Franz Bresnitz – Car Mikołaj II i jego dwór
- Włodzimierz Korolenko – Niewidomy muzyk, Z Sybiru, Szkice i opowiadania
- M. Godin – Panna Klara
- Juliusz Verne – Promień zielony i dziesięć godzin polowania
- Lenke Beniczkyné Bajza – Przy zamkniętych drzwiach: romans
- H. Heldrungen – Sędzia śledczy; Pamiętniki cesarzowej Katarzyny II spisane przez nią samą
- opowiadania Maksima Gorkiego – Chan i jego syn, Dwudziestu sześciu i jedna, Przyjaciele, Na stepach, Dwaj złodzieje, O dyable, Zniechęcenie do świata[1]